# Baumgarting (Gemeinde Gunskirchen)
Baumgarting ist eine Ortschaft der Gemeinde Gunskirchen in Oberösterreich.
Die Ortschaft im östlichen Hausruckviertel ist Teil des Bezirks Wels-Land und befindet sich westlich von Gunskirchen und links der Traun in der Welser Heide. Am 1. Jänner 2024 gab es in Baumgarting 34 Einwohner.